# Гакон II (ярл Норвегії)
Гакон Еріксон (норв. Hákon Eiríksson; близько 998 — 1029/1030) — ярл Норвегії у 1012—1015 і 1028—1029 роках.

## Життєпис
Походив з роду Ладе. Син Еріка Гаконсона, ярла і фактичного правителя Норвегії. Народився у 998 році, можливо, у Швеції. У 1000 році після здобуття батьком влади (разом з братом Свеном Гаконсоном) призначено ярлом Хладіра, спадкового володіння роду.
У 1012 році після того, як Ерік Гаконсон перебрався до Данії, Гакон став співволодарем Норвегії з титулом ярлом. Втім, першість належала його стрийкові Свену, який був більш досвідченим у питаннях війни та державного керування.
1015 року з Нормандії прибув Олаф Гаральдссон, який скористався відплиттям данців і їхніх союзників до Англії. Олаф зайняв Східну Норвегію. Стрийко ярл Свен в цей час перебував у Тронхеймі. Незабаром ярл Гакон доєднався до нього. Вони пропливли на південь уздовж західного узбережжя Норвегії, зібравши союзників. 25 березня 1016 року поблизу Нес'яра відбулася битва, в якій Гакон II разом зі стрийком зазнав поразки. Після цього втік до Англії, де на той час його батько Ерік був ерлом Нортумбрії.
Протягом 1016—1028 років був королем Гебридських островів, як васал Канута Великого, короля Англії і Данії. Тут одружився з небогою останнього Гунхільдою. За іншою згадкою у 1019 році обіймав посаду елдормена Вустера. У 1028 році після підкорення Канутом королівства Норвегія Гакон знову став ярлом Норвегії.
Загинув у 1029 або 1030 році під час кораблетрощі в протоці Пентлен-Ферт між Оркнейськими островами і Шотландією.